# Kurt Hofmeier
Kurt Fritz Robert Hofmeier (* 9. September 1896 in Königsberg i. Pr.; † 27. August 1989 in Heidelberg) war ein deutscher Pädiater und Hochschullehrer.

## Leben
Kurt Hofmeier war der Sohn des Generalleutnants Fritz Hofmeier und dessen Ehefrau Paula geb. Ramm. Nach dem 1914 abgelegten Abitur stand Hofmeier über den ganzen Ersten Weltkrieg im Feld, zuletzt als Leutnant. Anschließend begann er an der Philipps-Universität Marburg Medizin zu studieren. Am 5. Februar 1919 renoncierte er (wie vor ihm Hermann Hengsberger) beim Corps Hasso-Nassovia. Als Inaktiver wechselte er an die Albert-Ludwigs-Universität Freiburg und die Julius-Maximilians-Universität Würzburg. Mit einer Doktorarbeit über die Diphtherie wurde er 1922 in Würzburg zum Dr. med. promoviert. Zunächst war er an der Würzburger Kinderklinik und am Hygiene-Institut der Johann Wolfgang Goethe-Universität Frankfurt am Main tätig. 1926 ging er zu Georg Bessau an der Kinderklinik im Universitätsklinikum Leipzig.

### Berlin
Als Facharzt betrieb er von 1927 bis 1934 eine Arztpraxis in Berlin-Zehlendorf. Zwei Jahre war er wissenschaftlicher Hilfsarbeiter am Reichsgesundheitsamt. Ab 1929 war er Arzt am Erziehungsheim „Haus Kinderschutz“ in Berlin-Dahlem. 1933 wurde er Leiter der Poliklinik für nervöse und schwer erziehbare Kinder am Kaiser- und Kaiserin-Friedrich-Kinderkrankenhaus. Von 1934 bis 1938 war er Direktor vom Städtischen Kinderkrankenhaus und Mütterheim in Berlin-Charlottenburg. Zugleich war er bei der Reichsanstalt zur Bekämpfung der Säuglings- und Kindersterblichkeit. 1938 habilitierte er sich bei Bessau, der inzwischen auf den Lehrstuhl der Charité gekommen war und wirkte dort anschließend als Privatdozent für Kinderheilkunde. Am Kaiserin-Auguste-Viktoria-Haus in Berlin-Charlottenburg wurde er 1938 Direktor. Er war Vorsitzender des Aufsichtsrats der Deutschen Ärzteversicherung.

### Straßburg und Stuttgart
1941 wurde er o. Professor an der Reichsuniversität Straßburg. Er forderte die Einbeziehung nationalsozialistischer Ideen in der Pädiatrie. Hofmeier war 1932 dem NS-Ärztebund und zum 1. Januar 1933 der NSDAP beigetreten (Mitgliedsnummer 1.436.694), zudem gehörte er dem NSKK an. Als Bannführer der HJ war er „Berater der HJ-Zentrale“. Ab 1942 gehörte er dem Beirat der Deutschen Gesellschaft für Konstitutionsforschung an. Nach dem Zweiten Weltkrieg wurde er in Tübingen entnazifiziert. 1948 ließ er sich als Kinderarzt in Stuttgart nieder. Ab 1956 hielt er einen Lehrauftrag an der Eberhard Karls Universität Tübingen.
Hofmeier war zweimal verheiratet und wurde Vater von vier Kindern.

## Veröffentlichungen
- Die Bedeutung der Erbanlagen für die Kinderheilkunde. Beih. Arch. Kinderheilk. 14 (1938)
- Körperliche und geistige Erziehung der Kinder und Jugendlichen: Eine Vortragsreihe, Enke, Stuttgart 1938 (Herausgeber)
- Die englische Krankheit (Rachitis) : Wesen u. Bekämpfung, Reichsgesundheitsverl., Berlin/Wien 1944 (gehört zu Schriftenreihe des Reichsausschusses für Volksgesundheitsdienst; H. 35)

## Auszeichnungen
- Eisernes Kreuz 1. Klasse[6]

## Weiterführende Literatur
- Aisling Shalvey: Career, Proximity to National Socialism, and Post-War Reception of Dr Kurt Hofmeier, Director of the Children’s Clinic at the Reichsuniversität Straßburg (1941-1944), Revue d’Allemagne et des pays de langue allemande, 54-1. Online; doi:10.4000/allemagne.3050